# 共富新村站
共富新村站是上海地铁1号线的地铁车站，位于中华人民共和国上海市宝山区杨行镇与顾村镇交界蕰川路与泰和路交叉口，在2007年12月29日1号线北北延伸開通前為北起讫站。

## 車站結構

### 楼层分布
共富新村站为高架车站，共有三层：第一层设有4个出入口；二层是站厅，提供地铁售票、交通卡充值、安检进站等服务；三层是站台层，设有两个侧式站台。車站建於蕰川路立交、蕰川公路北行線與南行線之間。
以下是共富新村站站房楼层分布图：
| 地上三层 | 道路               | 蕰川公路北行線                   |  |  |
|          | 侧式站台，右侧开门 |                                  |  |  |
|          |                    | █ 1号线 往富锦路（宝安公路）     |  |  |
|          |                    | █ 1号线 往莘庄（呼兰路）         |  |  |
|          | 侧式站台，右侧开门 |                                  |  |  |
|          | 道路               | 蕰川公路南行線                   |  |  |
| 地上二层 | 站厅               | 票务服务、自动售票机、人工服务台 |  |  |
| 地面层   | 出入口             | 1-4出入口                        |  |  |

## 车站出口
|                     |                 |      |
| 出口编号            | 出口指示        | 图片 |
| 1 · 出口 · （设有） | 泰和路 泰联路   |      |
| 2 · 出口            | 泰和路 泰联路   |      |
| 3 · 出口            | 共富路 泰和西路 |      |
| 4 · 出口 · （设有） | 共富路 泰和西路 |      |
| 图例： 设有         |                 |      |

## 公交换乘
- 泰和路蕰川路

1号口附近：宝山7路、宝山9路
2号口附近：1602路、宝山13路、宝山16路、宝山3路、嘉泰线
4号口附近：宝山15路、宝山2路、宝山30路、宝山90路
- 蕰川路泰和路：172路、527路、701路、705路、719路、宝山1路

## 事故
2023年12月14日6时46分，上海外环高速内圈蕰川路立交近共富新村站位置，一辆装载家电的小型货车起火，过火面积2平方米。起火时产生的烟雾飘入共富新村站站厅、站台及停靠的列车车厢内，运营方立即开展处置工作。7时许，社会车辆火情被扑灭，烟雾散尽。期间，该站列车运行和客流通行没有受到影响，现场也没有人员受伤。